# Kinostudio Riga

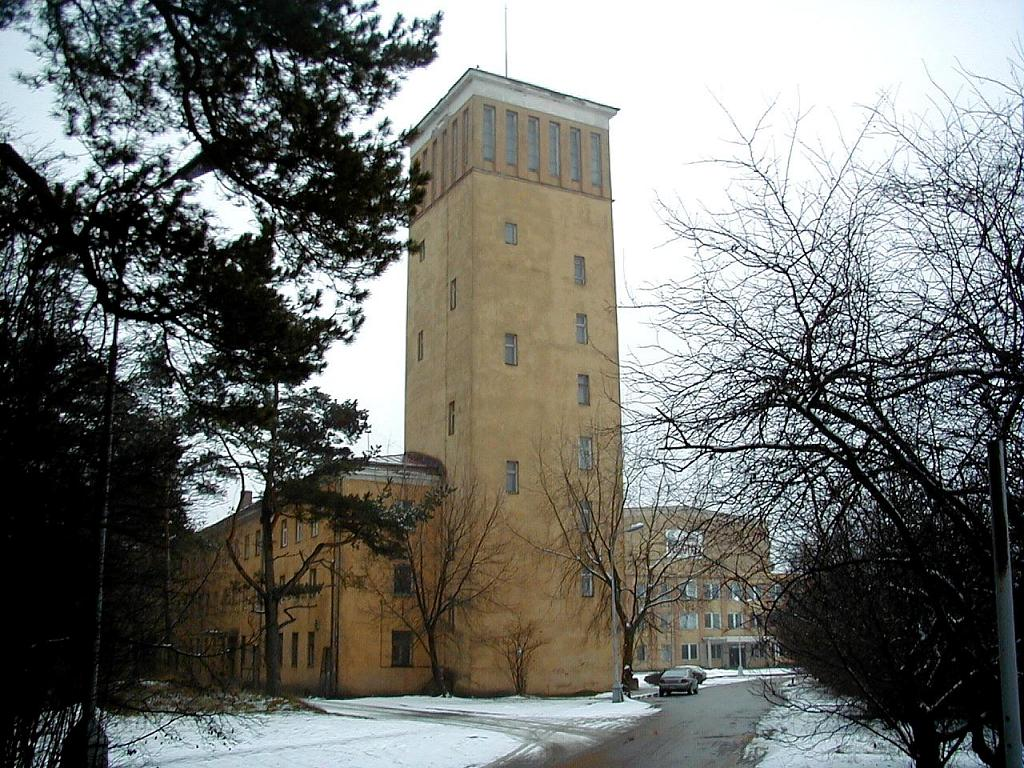
Ältestes Kinostudio Riga, Lettland (2010)

Das Kinostudio Riga (lett.: Rīgas Kinostudija) ist das älteste Filmstudio in Lettland. Es wurde 1948 gegründet und führt seit 1958 die heutige Bezeichnung. Seit 1961 befindet es sich im Gebäude Šmerļa ielā 3, Riga. In der Zeit der lettischen SSR wurde vom Studio die gesamte Produktion von der Filmidee über das Drehbuch bis zum fertigen Produkt abgedeckt. Es wurden bis zu 1000 Angestellte beschäftigt und praktisch alle lettischen Filme der Nachkriegszeit produziert. In den Gebäuden befinden sich gut ausgestattete Aufnahmestudios aus den 1960er Jahren, die zu den größten in Nordeuropa gehören.

## Geschichte
Mit der Annexion Lettlands durch die Sowjetunion 1940 wurden verschiedene private Filmunternehmen zu einem Kinostudio verstaatlicht. Unter deutscher Besatzung wurden dann unter der Bezeichnung Ostland Film G.m.b.H. und „Rīgas Filma“ bis 1944 verschiedene lettischsprachige Filme aufgenommen. Nach Errichtung der LSSR wurden die Studios für Spielfilme und Dokumentarfilme 1948 zusammengelegt und erhielten 1958 ihren heutigen Namen. Die Aufnahmestudios waren damals noch über verschiedene Stellen der Stadt Riga wie das Neue Theater oder die Filharmonie verstreut. Ab 1963 konnten drei moderne großflächige Aufnahmestudios in einem neuen zentralisierten Gebäudekomplex der Architekten V. Woronow und A. Okunjew in Betrieb genommen werden. In der Šmerļa ielā 3 befanden sich nunmehr alle Arbeitsgruppen: das Redaktionskollegium, die Dokumentarabteilung, die Puppenfilm-Gruppe sowie der Kunst- und Regisseursowjet.
Dem Kinostudio standen eigene Werkstätten für Filmvorbereitung, Aufnahmetechnik, Dekoration und technische Bauten, Beleuchtung, Tontechnik, Filmbearbeitung, Montage, Mechanisation und Autotransport zur Verfügung. Ungefähr die Hälfte der jährlich produzierten 15 Filme waren abendfüllende Spielfilme. Die Mitglieder des Kunstsowjets rekrutierten sich anfänglich zumeist aus bekannten Regisseuren und Schauspielern des Theaters wie Alfreds Amtmanis-Briedītis, Vija Artmane, Eduards Smiļģis, Elza Radziņa. Nach 1965 wurden im angegliederten Volks-Kinoschauspieler-Studio (lett.: Tautas kinoaktieru studija) eigener schauspielerischer Nachwuchs ausgebildet und eine Stuntman-Abteilung eingerichtet.
Nach dem Zerfall der Sowjetunion wurden fast keine Filme mehr im Studio produziert. Die Gebäude werden jedoch öfters für Großveranstaltungen wie TV-Shows vermietet. Die im Studio aufbewahrten Dokumente, Fotografien, Kostüme, Kulissen und technischen Einrichtungen gehören heute dem Kinomuseum Riga. Über die Urheberrechte an den zu Sowjetzeiten produzierten Filmen wird seit einigen Jahren ein Zivilprozess geführt.

## Aufnahmestudios
Der Gebäudekomplex besteht aus 3 Pavillons und einem Foto-Pavillon
- 1. Pavillon – 38 × 26 Meter (988 m²), Deckenhöhe 12,5 Meter.
- 2. Pavillon – 32 × 26 Meter (932 m²), Deckenhöhe 9,0 Meter.
- 3. Pavillon – 14 × 10 Meter (140 m²), Deckenhöhe 5,0 Meter.
- Foto-Pavillon – 5,04 × 9,28 Meter (46,56 m²)

Im Studio befindet sich auch der größte Greenscreen Europas.